# Diva (Annie Lennox)
Diva è l'album di debutto da solista della cantautrice britannica Annie Lennox, in passato membro del gruppo musicale Eurythmics.

## Descrizione
L'album, pubblicato nel 1992 fu registrato ai Mayfair Studios a Londra. Anton Corbijn è l'autore della fotografia in bianco e nero della Lennox all'interno del disco.
Nel 1993 il disco fu incluso dalla rivista britannica Q nella lista dei "50 migliori album del 1992".
Lo stesso anno fu premiato come "Miglior album britannico" ai BRIT Awards 1993 e ottenne una nomina ai Grammy Awards per "Miglior album dell'anno".
Nel 2014 il periodico MetroWeekly mise Diva al primo posto nella sua classifica dei "50 migliori album degli anni Novanta".

## Tracce
1. Why – 4:53
2. Walking on Broken Glass – 4:12
3. Precious – 5:08
4. Legend in My Living Room – 3:45 (Lennox, Peter-John Vettese)
5. Cold – 4:20
6. Money Can't Buy It – 4:58
7. Little Bird – 4:58
8. Primitive – 4:16
9. Stay by Me – 6:26
10. The Gift – 4:52 (Robert Bell, Paul Buchanan, Lennox, Paul Joseph Moore)
11. Keep Young and Beautiful – 2:17 (Al Dubin, Harry Warren)
12. Step by Step – 4:46 – Japanese bonus track

## Divavideo album
Il 6 aprile 1992 fu pubblicata dalla Sony BMG una raccolta in VHS di 7 video musicali realizzati per i corrispondenti brani a scopo promozionale. L'intera collezione, della durata complessiva di 45 minuti, fu diretta da Sophie Muller, regista con la quale la Lennox aveva già lavorato ai tempi degli Eurythmics.
Dopo qualche mese fu ristampata con il titolo Totally Diva e l'aggiunta degli ultimi due video, Walking on Broken Glass e Precious.
Il 26 settembre 2000 fu ristampata in DVD.

### Tracce
1. Why
2. Legend in My Living Room
3. Precious
4. Money Can't Buy It
5. Cold
6. Primitive
7. The Gift
8. Walking on Broken Glass
9. Keep Young and Beautiful

## Formazione
- Annie Lennox – tastiere, voce
- Paul Joseph Moore – tastiere
- Marius de Vries – tastiere, programmazione
- Peter-John Vettese – tastiere, programmazione, mixer
- Edward Shearmur – pianoforte
- Kenji Jammer – chitarra, programmazione
- Steve Lipson – chitarra, tastiere, produzione, programmazione
- Doug Wimbish – basso
- Gavyn Wright - violino
- Dave Defries – tromba
- Keith LeBlanc – batteria
- Louis Jardim – percussioni
- Steve Jansen – programmazione percussioni